# Max Beauvoir
Max Gesner Beauvoir (Mariani, Haití, 25 de agosto de 1936 - Puerto Príncipe, Haití, 12 de septiembre de 2015) fue un bioquímico y houngan haitiano. Beauvoir obtuvo uno de los títulos más importantes del sacerdocio vudú, "Supremo Servitur" (sirviente supremo), un título dado a houngans y manbos (sacerdotes y sacerdotisas vudúes) que tienen un conocimiento profundo de la religión. Como "Supremo Servitur", Max era considerado la máxima autoridad del vudú haitiano.

## Biografía
En la década de 1950 sale del país y se gradúa en 1958 en la City College de Nueva York con una licenciatura en química. Continúa sus estudios en la Sorbona entre 1959 y 1962, graduándose con una licenciatura en bioquímica. En 1965, el Cornell Medical Center, supervisa un equipo de trabajo sobre la síntesis de esteroides metabólicos. Esto lo llevó a una empresa de ingeniería del norte de Nueva Jersey, y más tarde trabaja como ingeniero en la Digital Equipment Company, en Massachusetts. Su interés por los esteroides le lleva a experimentar con hidrocortisona sintetizado a partir de las plantas. Pero en enero de 1973 la muerte de su padre le hace volver a Haití y, es entonces, cuando se convierte en sacerdote vudú.
En 1974 funda en su casa Le peristil de Mariani, un "Hounfour", un templo vudú en el que también se ejerce la medicina tradicional afro-haitiana, en el pueblo de Mariani. Mantuvo una relación problemática con la familia Duvalier, que mandaba en Haití, él luchaba para satisfacer las necesidades médicas de los pobres, pero su condición de houngan le impedía usar la violencia, tal como exigían los que estaban en contra de los Tonton Macoutes.
Durante este periodo, funda el Grupo de Estudios e Investigación sobre la Tradición Africana (Groupe d'études et de Recherches traditionnelles, GERT) con académicos, y más tarde, en 1986, funda el Bode Nasyonal para contrarrestar los efectos de la violencia dechoukaj post-Duvalier y la de los paramilitares Tonton Macoutes, los cuales habían sido utilizados por el régimen de Duvalier para oprimir al pueblo haitiano.
En 1996 funda el "Yehwe Temple", en Washington D. C., una organización sin ánimo de lucro para mejorar la relación entre la educación y la religión afroamericana. En 1997, se involucra en la creación del grupo KOSANBA en la Universidad de California, en Santa Bárbara.
En 2005 crea el Federasyon Nasyonal Vodou Ayisyen (Federación Nacional del Vudú Haitiano), que en 2008 pasa a llamarse Konfederasyon Nasyonal Vodou Ayisyen (Confederación Nacional del Vudú Haitiano), para organizar una defensa del vudú contra el que lo difama.
Moría el sábado 12 de septiembre de 2015 en Puerto Príncipe, con 79 años.

## En los medios
- En 1982 el etnobotánico canadiense Wade Davis entrevista a Beauvoir por su libro The Serpent and the Rainbow (La serpiente y el arco iris), 1985.
- Beauvoir obtiene una patente sobre el proceso de obtención hecogenina de hojas de planta hasta 1993.[4]